# Formalités douanières
Les formalités douanières sont l'ensemble des déclarations et des opérations à effectuer avant, pendant et après une importation ou une exportation.

## Transfert de responsabilité
En fonction de l'endroit où se produit le « transfert de responsabilité », c'est-à-dire du moment où l'acheteur devient propriétaire du produit vendu et selon le type de transfert, les formalités douanières peuvent être très différentes.

## Les termes de commerce ou INCOTERMS
Il y a quatre types de déclaration, en fonction du transfert de responsabilité et de qui paye les frais de ce passage de frontières, en terme douanier, de responsabilité et d'assurance :
Franco le long du navireLe vendeur règle les frais de transport jusqu'au port d'embarquement et effectue les formalités d'exportation.
Franco à bordLa marchandise est livrée sur le navire désigné par l'acheteur. Le transfert de risque et de frais s'opère quand la marchandise a été livrée sur le navire.
Coût et fretLe transfert de risque s'opère lorsque les marchandises sont livrées à bord du bateau dans le port d'embarquement. Le vendeur assume les frais de transport jusqu'au port de destination et les frais de chargement, il effectue les formalités d'export et paie les droits et taxes liés.
Coût, assurance et fretLe transfert de risque s'opère lorsque les marchandises sont livrées à bord du bateau dans le port d'embarquement. Le vendeur assume les frais de transport et d'assurance jusqu'au port de destination et les frais de chargement, il effectue les formalités d'export et paie les droits et taxes liés.

## Règlement des frais de douane
Selon le type de déclaration les frais de douane peuvent être payés par le vendeur (qui les a inclus dans son prix de vente) ou par l'acheteur.

## Produits dangereux
Certains produits tels que les armes, les carburants, les explosifs, etc. sont classifiés comme dangereux et doivent faire l'objet d'une déclaration avant toute importation ou exportation. En fonction du pays d'origine et du pays de destination ces mouvements entre pays peuvent être autorisés ou non.

### Produits dangereux dans l'aviation
Certains produits, tels que les produits à forte induction doivent être déclarés car pouvant interférer avec les systèmes de navigation des aéronefs. 
De même, pour des raisons de sécurité, la quantité de produits inflammables transportés dans un avion est réglementée.

### Produits dangereux et transport routier
Pour des raisons de sécurité, le transport de produits inflammables, sur la route est réglementé.